# Podocarpus parlatorei
Podocarpus parlatorei é uma espécie de conífera da família Podocarpaceae.
Pode ser encontrada nos seguintes países: Argentina, Bolívia e Peru.